# 蔡金瑛
蔡金瑛（1909年3月18日—1997年8月26日），女，浙江省宁波东乡潘火桥出生，与江西省奉新县澡下镇富溪村人士喻仲标结婚，曾为制憲國民大會的代表，1949年后为大陆国民党革命委员会上海市妇女工作委员会委员、大陆人民政治协商会议上海市长宁区委员会委员、上海市长宁区政协专员。

## 经历
蔡金瑛1909年3月18日出生在宁波东乡潘火桥。从小她酷爱学习，中学时就读于教会学校，1933年毕业于中央大学上海商学院经济系（上海财经大学前身），是该院经济系的毕业生。蔡金瑛大学毕业后，曾在上海务本女子中学、上海民立女子中学任教。大学毕业的当年即1933年与江西省奉新县澡下镇富溪村人士、大学同学喻仲标结婚。1937年随同丈夫喻仲标前往香港。太平洋战争爆发后，日寇占领香港，蔡金瑛带着两个儿子随同丈夫辗转奔赴重庆。民国29年31岁的她获经济部颁发的会计师证（第258号）。1942年下半年，蔡金瑛在重庆挂牌开办蔡金瑛会计师事务所，为我国独立挂牌女会计师的第一人，业务十分兴隆。1946年春，随着抗日战争的胜利，蔡金瑛会计师事务所返回上海。蔡金瑛由于在会计师界中的知名度，1946年由会计师公会推选为中华民国制宪国民大会的代表。
1949年至1957年，蔡金瑛在上海当时居住地的里弄中担任一些宣教工作，1957年至1958年任社联夜中学校长，1958年受到政府处置。1979年6月25日，蔡金瑛被平反。此后，蔡金瑛曾先后两届担任上海市长宁区政协委员，后又担任长宁区政协专员，一直到病故。其间还担任上海市会计学会长宁区分会召集人，担任中國国民党革命委员会上海市委妇女工作委员会委员。
蔡金瑛育有二子：喻建国和喻建勋。喻建国育有二子：喻瑜和杨煬。
蔡金瑛1997年8月26日在上海市同仁医院因胰腺炎逝世，安葬在杭州南山公墓。